# Marilyn Cooper
Marilyn Cooper (New York, 14 dicembre 1934 – Englewood, 22 aprile 2009) è stata un'attrice e cantante statunitense.

## Biografia
Marilyn Cooper è nota soprattutto per il suo lavoro nei musical del Broadway theatre nel corso di quattro decenni: West Side Story (1957 e 1969), Gypsy (1959), Mame (1969), On the Town (1971), La strana coppia (1975), Woman of the Year (1981; vincitrice del Drama Desk Award e del Tony Award alla miglior attrice non protagonista in un musical) e Grease (1998).
Ha interpretato Nettie,la mamma di Antonio (zio di Francesca), nella serie tv La Tata.
È stata sposata con Sabu dal 1948 alla morte dell'attore, avvenuta nel 1963.